# Afif Khaled
Pour les articles homonymes, voir Khaled.
Afif Khaled, né le 10 novembre 1974 à Tanger (Maroc), est un illustrateur et un dessinateur de bande dessinée français.

## Biographie
Afif Khaled s'installe à Angoulême en 1997. Il y obtient à l'école des beaux-arts le diplôme national d'arts plastiques, option BD, en 2000.
À partir de cette date Afif Khaled exerce l'activité de graphiste indépendant. Parallèlement, il collabore, pour de courtes bandes dessinées, à la revue KOG l’encre monde et au collectif angoumoisin le Choco Creed . Il réalise aussi dès 1999 des couvertures pour des romans ou des revues de science-fiction ou de fantasy (notamment Galaxies  et Asphodale).
En 2004, il propose à Jean-Pierre Andrevon qui l'accepte, l'adaptation de son roman Le Travail du furet à l'intérieur du poulailler qu'il mène sur 3 albums publiés par les éditions Soleil sous le titre Les Chroniques de Centrum. C'est cet éditeur qui fait paraître ensuite la plus grande part du travail d'Afif Khaled, qui relève surtout de la science-fiction.
À partir de 2020, Afif Khaled collabore avec d'autres éditeurs : avec Comix buro pour Hit the road (2020), un roman noir, avec Glénat pour Les Larmes d'Esperanza (2021), un one-shot, préquelle de l'univers de Far cry 6, et pour Jupiter (2024), le second volume de la série Le Système solaire , ou encore avec Métal Hurlant à l'occasion de récits courts (2021-2022).

## Œuvres
Sont listés ici les albums où Afif Khaled est le dessinateur principal, seul ou en collaboration.
- Les Chroniques de Centrum, scénario Jean-Pierre Andrevon, Soleil Productions, coll. «Mondes futurs »

1. Le Travail du furet, 2004[3],[4],[5]  (ISBN 978-2-84565-744-1).
2. Le Furet et la Colombe, 2005[6],[7]  (ISBN 2-84946-327-2).
3. Le furet montre les dents, 2007[8]  (ISBN 978-2-84946-778-7).

- Kookaburra Universe

8. Le Dernier Vol de l'enclume, scénario Jean-Luc Sala, Soleil Productions, 2007  (ISBN 978-2-30200-010-0).
- Spyder, scénario Sébastien Lacour, design décors et accessoires Manchu, design personnages Didier Cassegrain, Delcourt

2. Dragon céleste, avec Jérôme Lôthelier, 2011  (ISBN 978-2-7560-1955-0).
- Illimité, scénario Florent Bonnin et Benjamin Ferré, avec Jérôme Lôthelier, Soleil productions

1. Connexion, 2012  (ISBN 978-2-302-02352-9).
2. La Nuit des étoiles filantes, 2013  (ISBN 978-2-302-02553-0).

- Jack Black, scénario Ange, Soleil productions

1. Le Protocole Jenner, 2012  (ISBN 978-2-302-01077-2).

- Les Divisions de fer, scénario Jean-Luc Sala, Soleil productions

2. Pacific invasion, 2014  (ISBN 978-2-302-04294-0).
- Time lost, scénario Jean-Luc Sala, Soleil productions

1. Opération Rainbow 2, 2019  (ISBN 978-2-302-07772-0).

- Hit the Road, scénario Dobbs, Comix Buro, 2020[10],[11]  (ISBN 978-2-344-03807-9).
- Farcry: les larmes d'Esperanza, scénario Mathieu Mariolle, avec Salahdin Basti, Glénat et Ubisoft, 2021  (ISBN 978-2-344-04813-9).
- Système solaire, scénario Bruno Lecigne, Glénat

2. Jupiter : le berger des astéroïdes, avec Xavier Dujardin, 2024  (ISBN 978-2-344-05643-1).